# Boarmia coryphocycla
Boarmia coryphocycla là một loài bướm đêm trong họ Geometridae.